# Koninklijk Nederlandsch Genootschap voor Geslacht- en Wapenkunde
Det Koninklijk Nederlandsch Genootschap voor Geslacht- en Wapenkunde (KNGGW) er en nederlandsk forening for videnskabelig praksis af genealogi og heraldik. Foreningen har vigtige samlinger inden for genealogi og heraldik. Den mest kendte udgivelse af foreningen er bladet De Nederlandsche Leeuw.

## Historie
Det genealogisk-heraldiske forening "De Nederlandsche Leeuw" blev grundlagt på 24. januar 1883 af en gruppe slægtsforskere, der ønskede en mere videnskabeligt praksis ved slægtsforskning end der hidtil havde været praksis for. Siden 1933 bærer foreningen det nuværende navn Koninklijk Nederlandsch Genootschap voor Geslacht- en Wapenkunde. Kendte præsidenter var blandt andet Eeltjo Aldegondus van Beresteyn (1917-1918), Frans Beelaerts van Blokland (1921-1927 og 1945-1953) og Dirk Marius Petrus Graswinckel (1953-1959).

### Formændene
- 1883-1904 J. C. van der Muelen
- 1904-1906 W. Baron Snouckaert van Schauburg
- 1906-1909 J. D. Wagner (1. periode)
- 1909-1917 C. H. C. A. van Sypesteyn
- 1917-1918 E. A. van Beresteyn
- 1918-1921 J. D. Wagner (2. periode)
- 1921-1927 F. Beelaerts van Blokland (1. periode)
- 1927-1935 W. A. Beelaerts van Blokland
- 1935-1941 Th.R. Valck Lucassen
- 1941-1945 H. J. L. Th. af Rheineck Leyssius
- 1945-1953 F. Beelaerts van Blokland (2. periode)
- 1953-1959 D. P. M. Graswinckel
- 1959-1967 J. K. H. de Roo van Alderwerelt
- 1967-1973 C. M. R. Davidson
- 1973-1988 L. A. C. A. M. van Rijckevorsel
- 1988-1990 V. J. M. Koningsberger
- 1990-1994 Th. Sandberg
- 1994-1998 T. J. Versélewel de Witt Hamer (1. periode)
- 1998-2002 V. A. M. van der Burg
- 2002-2006 N. J. M. Biezen
- 2006-2010 H. Aeijelts Averink
- 2010-2016 T. J. Versélewel de Witt Hamer (2. periode)
- 2016-i dag G. A. A. Verkerk

## Genealogiske og heraldiske samlinger
Foreningens samlinger omfatter bøger, tidsskrifter, manuskripter, segl, våbenbilleder, familie- og andre arkiver. Samlinger af segl, laksegl, våbenbøger og billeder af våben er den største i Nederlandene. Samlingen i foreningens bibliotek forvaltes af Centraal Bureau voor Genealogie.

## Udgaver
Bladet De Nederlandsche Leeuw er den længst eksisterende genealogiske- og heraldiske tidsskrift i Nederlandene. I tillæg til genealogi indeholder bladet traditionelt også artikler om relaterede emner, såsom det nederlandske adelspolitik og myndighedsheraldik.
Foreningen udgiver udover 'De Leeuw', også andre værker og publikationer. Den vifte af værker omfatter monografier om genealogiske, heraldiske og andre beslægtede emner; publikationerne er mindre udgivelser om de samme emner. Regelmæssigt udkommer Nederlandse genealogieën, hvori der publiceres anetavler, efterslægtstavler og slægtsskabstavler. Slægtslinjerne føres som regel op til nutiden. Serien supplerer Nederland's Adelsboek og Nederland's Patriciaat. Nederlandse genealogieën er en fortsættelse af Bijblad van de Nederlandsche Leeuw der i 1950 blev udgivet for første gang.
Ved 75-års jubilæet i 1958 blev en udstilling indrettet i Prinsenhof med temaet De Nederlandsche Leeuw, som blev åbnet den 21. juni 1958 af den amerikanske udenrigsminister, René Höppener. Der blev også lavet en erindringsmedalje. Endelig udkom den 12. juli 1958 Kwartierstatenboek. Under foreningens jubilæumsmøde blev det første eksemplar overrakt af den konstituerende kommissionens formand Leonard de Gou til formanden for foreningen, Dirk Marius Petrus Graswinckel. Ved 100-års jubilæet i 1983 og ved 110-års jubilæet i 1993 blev der igen udgivet en stamtavlebog.

## Danskere
- Dansk heraldiker og arkivar i Rigsarkivet, Poul Bredo Grandjean, var korresponderende medlem af foreningen.

## Eksterne henvisning
- Hjemmeside for Koninklijk Nederlandsch Genootschap voor Geslacht- en Wapenkunde (nederlandsk/hollandsk)